# نوینت
نوینت (انگلیسی: Navient) شرکت خدمات مالی آمریکایی است، که در سال ۲۰۱۴ تأسیس شد.